# À la conquête du pôle
À la conquête du pôle er en fransk stumfilm fra 1912 af Georges Méliès.